# Кожасай (месторождение)
Кожаса́й — нефтегазоконденсатное месторождение в Казахстане. Расположено в Мугалжарском и Байганинском районах Актюбинской области, в 240 км к югу от Актобе. С запада примыкает непосредственно к месторождению Жанажол. Относится к Восточно-Эмбинской нефтегазоносной области.
Нефтегазоносность связана с отложениями каменноугольного возраста. В тектоническом отношении структура представляет собой субмеридионально ориентированную брахиантиклинальную складку с размерами 18×4,5 км. Коллекторы карбонатные, представлены известняками, иногда доломитизированными. Открытая пористость изменяется от 9 до 9,6 %, проницаемость — 0,173 мкм².
Начальное пластовое давление составляет 37,3 МПа при температуре пласта 73 °C. Содержание стабильного конденсата равняется 345 г/см³.
Плотность нефти составляет 0,827 г/см³ или 39° API. Примесь серы варьируется от 0,55 до 1,9 %. Начальные запасы нефти составляют 25 млн тонн. Газ по составу тяжёлый, этансодержащий; содержание тяжёлых углеводородов — от 20,5 до 31,8 %. Доля метана 55,5—72,8 %. Конденсат имеет плотность 753 г/см³.
Структура выявлена в 1962—1963 годах сейсмическими исследованиями. Поисковые работы начаты в 1979 году. Само месторождение открыто в 1983 году.
Оператором месторождение является совместная нефтяная компания «Казахойл Актобе». Её состав: «КазМунайГаз» (50 %), Sinopec (25 %) и индийская Mittal Investments (25 %). Добыча нефти в 2008 году составила 0,3 млн тонн.